# بيثنية
البَيثّنيَّة أو البيثيْنيا (الاسم العلمي: Bithynia) هي جنسٌ من حلزونات المياه العذبة الصغيرة. عدد الكروموسومات الثنائية لأنواع البيثنية في مصر 2ن = 32. تنتشر في بحيرة سكيوتاري حيثُ يوجد فيها 5 أنواعٍ من البيثينية، وتعتبر موقعًا مهمًا للتطوير الحيوي للبيثينية.